# L'Automne (Vallotton)
Pour les articles homonymes, voir L'Automne.
L'Automne est un tableau réalisé par le peintre franco-suisse Félix Vallotton en 1908. Cette huile sur toile représente une femme nue qui se recoiffe en tenant entre ses dents un foulard vert qui passe entre ses seins et couvre son pubis. Elle est conservée au sein de la collection Mirabaud, en Suisse.